# Nathalie Cox
Nathalie Cox, (aussi connue comme Natalie Cox), née le 1er septembre 1978 à Londres, (Angleterre, Royaume-Uni) est une actrice et mannequin britannique.

## Biographie

### Jeunesse
Nathalie Claire Cox est née le 1er septembre 1978 à Londres, (Angleterre, Royaume-Uni). 

## Filmographie

### Cinéma
- 2004 : Remote : Syndey
- 2005 : Kingdom of Heaven : la femme de Balian
- 2005 : Stoned : la fille en Disco
- 2007 : La Môme : la pin-up
- 2008 : Jumper : la beauté anglaise
- 2008 : Un Anglais à New York de Robert B. Weide : la femme au bar
- 2009 : Exam : Blonde
- 2010 : Mr. Nice : la fille à l'opium
- 2010 : Le Choc des Titans : Artémis
- 2011 : The Devil's Dosh : Lucy
- 2012 : Shadow Boxer : Mervi
- 2013 : The Double : la femme de Jack
- 2013 : Scar Tissue : Tracey
- 2013 : One Day in Hell : Eve
- 2017 : Gunned Down : Nicole Cregan
- 2017 : The Good Neighbour :

### Télévision
- 2005 : The Vicar of Dibley : Hetty (1 épisode)
- 2005 : Meurtres en sommeil : Jackie Holmes (2 épisodes)
- 2007 : The Bill : Cindy Statham (1 épisode)
- 2008 : Spike TV : Juno Eclipse
- 2008 : GameTrailers TV with Geof Keighley : Juno Eclipse
- 2008 : X-Play : Juno Eclipse
- 2008 : Mutual Friends : Katie (1 épisode)
- 2009 : Kröd Mändoon and the Flaming Sword of Fire : Lilith (1 épisode)
- 2009 : Inspecteur Barnaby : Tallis Filby (1 épisode)
- 2010 : The IT Crowd : Julia (1 épisode)
- 2011 : Pete Versus Life : Lottie Beaumont (1 épisode)
- 2012 : The Poison Tree : Jules Capel (1 épisode)
- 2013 : Pramface : Cally (1 épisode)
- 2014 : Waterloo Road : DI Murray (1 épisode)
- 2014 : Holby City : Helen Grainger (1 épisode)
- 2015-2017 : Doctors : Martha Bullmore / Tori Melville (2 épisodes)
- 2017 : Casualty : Becky Penton (1 épisode)
- 2017 : EastEnders : Duty Solicitor (1 épisode)

### Jeux vidéo
- 2008 : Star Wars : Le Pouvoir de la Force : Juno Eclipse
- 2008 : Fracture : The Mega Bint
- 2010 : Star Wars : Le Pouvoir de la Force 2 : Juno Eclipse
- 2013 : Ryse: Son of Rome : Summer
- 2016 : F1 2016 : Emma Jenkins
- 2017 : F1 2017 : Emma Jenkins
- 2018 : F1 2018 : Emma Jenkins